# NGC 5051
NGC 5051 est une galaxie spirale barrée située dans la constellation de l'Hydre. Sa vitesse par rapport au fond diffus cosmologique est de 4 736 ± 23 km/s, ce qui correspond à une distance de Hubble de 69,9 ± 4,9 Mpc (∼228 millions d'al). NGC 5051 a été découverte par l'astronome britannique John Herschel en 1835.
Une barre centrale est nettement visible sur l'image obtenue du relevé Pan-STARRS. La classification de spirale barrée par le professeur Seligman et par Wolfgang Steinicke semble plus appropriée à cette galaxie.
La classe de luminosité de NGC 5051 est II-III et elle présente une large raie HI. Elle renferme également des régions d'hydrogène ionisé.
À ce jour, 11 mesures non basées sur le décalage vers le rouge (redshift) donnent une distance de 64,255 ± 7,203 Mpc (∼210 millions d'al), ce qui est à l'intérieur des valeurs de la distance de Hubble. Notons cependant que c'est avec la valeur moyenne des mesures indépendantes, lorsqu'elles existent, que la base de données NASA/IPAC calcule le diamètre d'une galaxie et qu'en conséquence le diamètre de NGC 5051 pourrait être d'environ 44,1 kpc (∼144 000 al) si on utilisait la distance de Hubble pour le calculer.